# ساروس خورشیدی ۱۲۷
ساروس ۱۲۷ دوره‌ای زمانی با چرخه‌ای حدود ۱۸ سال و ۱۱ روز و ۸ ساعت (تقریباً ۶۵۸۵ و یک سوم روز) است که شامل ۸۲ خورشیدگرفتگی می‌شود.

## رخدادها
| ساروس | عضو | تاریخ                      | زمان (بزرگ‌ترین) ساعت هماهنگ جهانی | نوع  | مکان طول و عرض جغرافیایی | گاما    | قدر    | گُستره (km) | مدت زمان (دقیقه: ثانیه) | منبع |
| ----- | --- | -------------------------- | --------------------------------- | ---- | ------------------------ | ------- | ------ | ---------- | ----------------------- | ---- |
| ۱۲۷   | ۱   | ۱۰ اکتبر ۹۹۱               | ۱۴:۳۱:۲۱                          | جزئی | 71.5N 28.4E              | 1.537   | 0.0321 |            |                         |      |
| ۱۲۷   | ۲   | ۲۰ اکتبر ۱۰۰۹              | ۲۲:۳۶:۱۰                          | جزئی | 70.9N 106.7W             | 1.5123  | 0.0753 |            |                         |      |
| ۱۲۷   | ۳   | ۱ نوامبر ۱۰۲۷              | ۶:۴۸:۵۸                           | جزئی | 70.1N 116.7E             | 1.493   | 0.1088 |            |                         |      |
| ۱۲۷   | ۴   | ۱۱ نوامبر ۱۰۴۵             | ۱۵:۰۹:۰۴                          | جزئی | 69.1N 21W                | 1.4792  | 0.1328 |            |                         |      |
| ۱۲۷   | ۵   | ۲۲ نوامبر ۱۰۶۳             | ۲۳:۳۳:۳۹                          | جزئی | 68.1N 159.2W             | 1.4681  | 0.1517 |            |                         |      |
| ۱۲۷   | ۶   | ۳ دسامبر ۱۰۸۱              | ۸:۰۳:۲۷                           | جزئی | 67N 62E                  | 1.4607  | 0.1642 |            |                         |      |
| ۱۲۷   | ۷   | ۱۴ دسامبر ۱۰۹۹             | ۱۶:۳۵:۰۴                          | جزئی | 65.9N 76.8W              | 1.4537  | 0.1757 |            |                         |      |
| ۱۲۷   | ۸   | ۲۵ دسامبر ۱۱۱۷             | ۱:۰۷:۳۷                           | جزئی | 64.9N 144.7E             | 1.4469  | 0.1867 |            |                         |      |
| ۱۲۷   | ۹   | ۵ ژانویه ۱۱۳۶              | ۹:۳۸:۵۵                           | جزئی | 63.9N 6.9E               | 1.4383  | 0.201  |            |                         |      |
| ۱۲۷   | ۱۰  | ۱۵ ژانویه ۱۱۵۴             | ۱۸:۰۸:۱۷                          | جزئی | 63.1N 130.1W             | 1.4274  | 0.2192 |            |                         |      |
| ۱۲۷   | ۱۱  | ۲۷ ژانویه ۱۱۷۲             | ۲:۳۳:۰۵                           | جزئی | 62.4N 94.3E              | 1.4121  | 0.2453 |            |                         |      |
| ۱۲۷   | ۱۲  | ۶ فوریه ۱۱۹۰               | ۱۰:۵۳:۰۴                          | جزئی | 61.8N 39.8W              | 1.3921  | 0.2801 |            |                         |      |
| ۱۲۷   | ۱۳  | ۱۷ فوریه ۱۲۰۸              | ۱۹:۰۶:۵۸                          | جزئی | 61.3N 172.3W             | 1.3664  | 0.3257 |            |                         |      |
| ۱۲۷   | ۱۴  | ۲۸ فوریه ۱۲۲۶              | ۳:۱۵:۰۵                           | جزئی | 61N 56.8E                | 1.3351  | 0.3818 |            |                         |      |
| ۱۲۷   | ۱۵  | ۱۰ مارس ۱۲۴۴               | ۱۱:۱۴:۴۳                          | جزئی | 60.9N 72W                | 1.2963  | 0.4525 |            |                         |      |
| ۱۲۷   | ۱۶  | ۲۱ مارس ۱۲۶۲               | ۱۹:۰۸:۳۳                          | جزئی | 61N 160.7E               | 1.2522  | 0.5339 |            |                         |      |
| ۱۲۷   | ۱۷  | ۱ آوریل ۱۲۸۰               | ۲:۵۴:۲۱                           | جزئی | 61.2N 35.4E              | 1.2008  | 0.6298 |            |                         |      |
| ۱۲۷   | ۱۸  | ۱۲ آوریل ۱۲۹۸              | ۱۰:۳۵:۲۸                          | جزئی | 61.5N 88.9W              | 1.1445  | 0.7357 |            |                         |      |
| ۱۲۷   | ۱۹  | ۲۲ آوریل ۱۳۱۶              | ۱۸:۰۸:۴۲                          | جزئی | 62N 148.8E               | 1.0812  | 0.856  |            |                         |      |
| ۱۲۷   | ۲۰  | ۴ مه ۱۳۳۴                  | ۱:۳۹:۱۴                           | جزئی | 62.6N 27E                | 1.0149  | 0.983  |            |                         |      |
| ۱۲۷   | ۲۱  | ۱۴ مه ۱۳۵۲                 | ۹:۰۴:۲۴                           | کامل | 73.6N 48.5W              | ۰٫۹۴۳۷  | ۱٫۰۴۲۷ | ۴۴۱        | ۲ دقیقه و ۱۸ ثانیه      |      |
| ۱۲۷   | ۲۲  | ۲۵ مه ۱۳۷۰                 | ۱۶:۲۸:۳۰                          | کامل | 76.2N 124W               | ۰٫۸۷۰۸  | ۱٫۰۴۹۷ | ۳۳۸        | ۲ دقیقه و ۵۱ ثانیه      |      |
| ۱۲۷   | ۲۳  | ۴ ژوئن ۱۳۸۸                | ۲۳:۴۹:۲۷                          | کامل | 74.2N 156.6E             | ۰٫۷۹۴۴  | ۱٫۰۵۵۲ | ۳۰۲        | ۳ دقیقه و ۲۰ ثانیه      |      |
| ۱۲۷   | ۲۴  | ۱۶ ژوئن ۱۴۰۶               | ۷:۱۲:۰۱                           | کامل | 69.4N 64.4E              | ۰٫۷۱۸۸  | ۱٫۰۵۹۶ | ۲۸۳        | ۳ دقیقه و ۴۸ ثانیه      |      |
| ۱۲۷   | ۲۵  | ۲۶ ژوئن ۱۴۲۴               | ۱۴:۳۴:۲۵                          | کامل | 63.1N 36.6W              | ۰٫۶۴۲۵  | ۱٫۰۶۲۹ | ۲۷۰        | ۴ دقیقه و ۱۴ ثانیه      |      |
| ۱۲۷   | ۲۶  | ۷ ژوئیه ۱۴۴۲               | ۲۱:۵۹:۴۰                          | کامل | 56.2N 143.3W             | ۰٫۵۶۷۹  | ۱٫۰۶۵۴ | ۲۶۱        | ۴ دقیقه و ۳۹ ثانیه      |      |
| ۱۲۷   | ۲۷  | ۱۸ ژوئیه ۱۴۶۰              | ۵:۲۷:۵۳                           | کامل | 48.9N 106.4E             | ۰٫۴۹۵۴  | ۱٫۰۶۶۹ | ۲۵۲        | ۵ دقیقه و ۰ ثانیه       |      |
| ۱۲۷   | ۲۸  | ۲۹ ژوئیه ۱۴۷۸              | ۱۳:۰۱:۱۷                          | کامل | 41.4N 6.8W               | ۰٫۴۲۶۹  | ۱٫۰۶۷۶ | ۲۴۴        | ۵ دقیقه و ۱۸ ثانیه      |      |
| ۱۲۷   | ۲۹  | ۸ اوت ۱۴۹۶                 | ۲۰:۴۰:۱۴                          | کامل | 33.9N 122.4W             | ۰٫۳۶۲۶  | ۱٫۰۶۷۵ | ۲۳۶        | ۵ دقیقه و ۳۰ ثانیه      |      |
| ۱۲۷   | ۳۰  | ۲۰ اوت ۱۵۱۴                | ۴:۲۵:۱۵                           | کامل | 26.5N 119.9E             | ۰٫۳۰۳۲  | ۱٫۰۶۶۷ | ۲۲۸        | ۵ دقیقه و ۳۸ ثانیه      |      |
| ۱۲۷   | ۳۱  | ۳۰ اوت ۱۵۳۲                | ۱۲:۱۷:۴۵                          | کامل | 19.3N 0E                 | ۰٫۲۵    | ۱٫۰۶۵۴ | ۲۲۱        | ۵ دقیقه و ۴۰ ثانیه      |      |
| ۱۲۷   | ۳۲  | ۱۰ سپتامبر ۱۵۵۰            | ۲۰:۱۷:۳۸                          | کامل | 12.4N 121.8W             | ۰٫۲۰۲۹  | ۱٫۰۶۳۶ | ۲۱۲        | ۵ دقیقه و ۳۸ ثانیه      |      |
| ۱۲۷   | ۳۳  | ۲۱ سپتامبر ۱۵۶۸            | ۴:۲۵:۰۲                           | کامل | 5.8N 114.6E              | ۰٫۱۶۱۹  | ۱٫۰۶۱۵ | ۲۰۴        | ۵ دقیقه و ۳۲ ثانیه      |      |
| ۱۲۷   | ۳۴  | ۱۲ اکتبر ۱۵۸۶              | ۱۲:۴۰:۳۲                          | کامل | 0.3S 10.8W               | ۰٫۱۲۷۸  | ۱٫۰۵۹۱ | ۱۹۶        | ۵ دقیقه و ۲۳ ثانیه      |      |
| ۱۲۷   | ۳۵  | ۲۲ اکتبر ۱۶۰۴              | ۲۱:۰۳:۴۸                          | کامل | 5.9S 137.8W              | ۰٫۱     | ۱٫۰۵۶۷ | ۱۸۸        | ۵ دقیقه و ۱۲ ثانیه      |      |
| ۱۲۷   | ۳۶  | ۳ نوامبر ۱۶۲۲              | ۵:۳۴:۴۸                           | کامل | 10.7S 93.7E              | ۰٫۰۷۸۹  | ۱٫۰۵۴۴ | ۱۸۰        | ۵ دقیقه و ۱ ثانیه       |      |
| ۱۲۷   | ۳۷  | ۱۳ نوامبر ۱۶۴۰             | ۱۴:۱۱:۱۹                          | کامل | 14.8S 35.8W              | ۰٫۰۶۲۳  | ۱٫۰۵۲۲ | ۱۷۳        | ۴ دقیقه و ۵۰ ثانیه      |      |
| ۱۲۷   | ۳۸  | ۲۴ نوامبر ۱۶۵۸             | ۲۲:۵۴:۴۲                          | کامل | 18S 166.4W               | ۰٫۰۵۱۳  | ۱٫۰۵۰۲ | ۱۶۷        | ۴ دقیقه و ۴۰ ثانیه      |      |
| ۱۲۷   | ۳۹  | ۵ دسامبر ۱۶۷۶              | ۷:۴۲:۰۸                           | کامل | 20.2S 62.5E              | ۰٫۰۴۳۵  | ۱٫۰۴۸۶ | ۱۶۲        | ۴ دقیقه و ۳۰ ثانیه      |      |
| ۱۲۷   | ۴۰  | ۱۶ دسامبر ۱۶۹۴             | ۱۶:۳۳:۱۱                          | کامل | 21.3S 69.2W              | ۰٫۰۳۸۸  | ۱٫۰۴۷۵ | ۱۵۸        | ۴ دقیقه و ۲۲ ثانیه      |      |
| ۱۲۷   | ۴۱  | ۲۸ دسامبر ۱۷۱۲             | ۱:۲۴:۵۵                           | کامل | 21.5S 159E               | ۰٫۰۳۴۶  | ۱٫۰۴۶۶ | ۱۵۵        | ۴ دقیقه و ۱۵ ثانیه      |      |
| ۱۲۷   | ۴۲  | ۸ ژانویه ۱۷۳۱              | ۱۰:۱۷:۴۴                          | کامل | 20.7S 27E                | ۰٫۰۳۱۳  | ۱٫۰۴۶۴ | ۱۵۵        | ۴ دقیقه و ۱۰ ثانیه      |      |
| ۱۲۷   | ۴۳  | ۱۸ ژانویه ۱۷۴۹             | ۱۹:۰۸:۵۶                          | کامل | 19.1S 104.9W             | ۰٫۰۲۶۴  | ۱٫۰۴۶۵ | ۱۵۵        | ۴ دقیقه و ۷ ثانیه       |      |
| ۱۲۷   | ۴۴  | ۳۰ ژانویه ۱۷۶۷             | ۳:۵۶:۵۵                           | کامل | 16.8S 123.9E             | ۰٫۰۱۹   | ۱٫۰۴۷۱ | ۱۵۷        | ۴ دقیقه و ۶ ثانیه       |      |
| ۱۲۷   | ۴۵  | ۹ فوریه ۱۷۸۵               | ۱۲:۴۰:۴۱                          | کامل | 14.1S 6.6W               | ۰٫۰۰۸   | ۱٫۰۴۸  | ۱۵۹        | ۴ دقیقه و ۷ ثانیه       |      |
| ۱۲۷   | ۴۶  | ۲۱ فوریه ۱۸۰۳              | ۲۱:۱۸:۴۶                          | کامل | 11.1S 135.9W             | -۰٫۰۰۷۵ | ۱٫۰۴۹۲ | ۱۶۳        | ۴ دقیقه و ۹ ثانیه       |      |
| ۱۲۷   | ۴۷  | ۴ مارس ۱۸۲۱                | ۵:۵۰:۱۳                           | کامل | 8S 96.3E                 | -۰٫۰۲۸۴ | ۱٫۰۵۰۶ | ۱۶۸        | ۴ دقیقه و ۱۴ ثانیه      |      |
| ۱۲۷   | ۴۸  | ۱۵ مارس ۱۸۳۹               | ۱۴:۱۳:۴۲                          | کامل | 5.1S 29.5W               | -۰٫۰۵۵۸ | ۱٫۰۵۲  | ۱۷۲        | ۴ دقیقه و ۲۰ ثانیه      |      |
| ۱۲۷   | ۴۹  | خورشیدگرفتگی ۲۵ مارس ۱۸۵۷  | ۲۲:۲۹:۳۸                          | کامل | 2.4S 153.4W              | -۰٫۰۸۹۲ | ۱٫۰۵۳۴ | ۱۷۷        | ۴ دقیقه و ۲۸ ثانیه      |      |
| ۱۲۷   | ۵۰  | خورشیدگرفتگی ۶ آوریل ۱۸۷۵  | ۶:۳۷:۲۶                           | کامل | 0.2S 84.8E               | -۰٫۱۲۹۲ | ۱٫۰۵۴۷ | ۱۸۲        | ۴ دقیقه و ۳۷ ثانیه      |      |
| ۱۲۷   | ۵۱  | خورشیدگرفتگی ۱۶ آوریل ۱۸۹۳ | ۱۴:۳۶:۱۱                          | کامل | 1.3N 34.6W               | -۰٫۱۷۶۴ | ۱٫۰۵۵۶ | ۱۸۶        | ۴ دقیقه و ۴۷ ثانیه      |      |
| ۱۲۷   | ۵۲  | خورشیدگرفتگی ۲۸ آوریل ۱۹۱۱ | ۲۲:۲۷:۲۲                          | کامل | 1.9N 151.9W              | -۰٫۲۲۹۴ | ۱٫۰۵۶۲ | ۱۹۰        | ۴ دقیقه و ۵۷ ثانیه      |      |
| ۱۲۷   | ۵۳  | خورشیدگرفتگی ۹ مه ۱۹۲۹     | ۶:۱۰:۳۴                           | کامل | 1.6N 92.7E               | -۰٫۲۸۸۷ | ۱٫۰۵۶۲ | ۱۹۳        | ۵ دقیقه و ۷ ثانیه       |      |
| ۱۲۷   | ۵۴  | خورشیدگرفتگی ۲۰ مه ۱۹۴۷    | ۱۳:۴۷:۴۷                          | کامل | 0.2N 21.4W               | -۰٫۳۵۲۸ | ۱٫۰۵۵۷ | ۱۹۶        | ۵ دقیقه و ۱۳ ثانیه      |      |
| ۱۲۷   | ۵۵  | خورشیدگرفتگی ۳۰ مه ۱۹۶۵    | ۲۱:۱۷:۳۱                          | کامل | 2.5S 133.8W              | -۰٫۴۲۲۵ | ۱٫۰۵۴۴ | ۱۹۸        | ۵ دقیقه و ۱۵ ثانیه      |      |
| ۱۲۷   | ۵۶  | خورشیدگرفتگی ۱۱ ژوئن ۱۹۸۳  | ۴:۴۳:۳۳                           | کامل | 6.2S 114.2E              | -۰٫۴۹۴۷ | ۱٫۰۵۲۴ | ۱۹۹        | ۵ دقیقه و ۱۱ ثانیه      |      |
| ۱۲۷   | ۵۷  | خورشیدگرفتگی ۲۱ ژوئن ۲۰۰۱  | ۱۲:۰۴:۴۶                          | کامل | 11.3S 2.7E               | -۰٫۵۷۰۱ | ۱٫۰۴۹۵ | ۲۰۰        | ۴ دقیقه و ۵۷ ثانیه      |      |
| ۱۲۷   | ۵۸  | خورشیدگرفتگی ۲ ژوئیه ۲۰۱۹  | ۱۹:۲۴:۰۸                          | کامل | 17.4S 109W               | -۰٫۶۴۶۶ | ۱٫۰۴۵۹ | ۲۰۱        | ۴ دقیقه و ۳۳ ثانیه      |      |
| ۱۲۷   | ۵۹  | خورشیدگرفتگی ۱۳ ژوئیه ۲۰۳۷ | ۲:۴۰:۳۶                           | کامل | 24.8S 139.1E             | -۰٫۷۲۴۶ | ۱٫۰۴۱۳ | ۲۰۱        | ۳ دقیقه و ۵۸ ثانیه      |      |
| ۱۲۷   | ۶۰  | خورشیدگرفتگی ۲۴ ژوئیه ۲۰۵۵ | ۹:۵۷:۵۰                           | کامل | 33.3S 25.8E              | -۰٫۸۰۱۲ | ۱٫۰۳۵۹ | ۲۰۲        | ۳ دقیقه و ۱۷ ثانیه      |      |
| ۱۲۷   | ۶۱  | خورشیدگرفتگی ۳ اوت ۲۰۷۳    | ۱۷:۱۵:۲۳                          | کامل | 43.2S 89.4W              | -۰٫۸۷۶۳ | ۱٫۰۲۹۴ | ۲۰۶        | ۲ دقیقه و ۲۹ ثانیه      |      |
| ۱۲۷   | ۶۲  | خورشیدگرفتگی ۱۵ اوت ۲۰۹۱   | ۰:۳۴:۴۳                           | کامل | 55.6S 150.5E             | -۰٫۹۴۹  | ۱٫۰۲۱۶ | ۲۳۶        | ۱ دقیقه و ۳۸ ثانیه      |      |
| ۱۲۷   | ۶۳  | ۲۶ اوت ۲۱۰۹                | ۷:۵۷:۲۶                           | جزئی | 71.4S 5.1E               | -1.0178 | 0.967  |            |                         |      |
| ۱۲۷   | ۶۴  | ۶ سپتامبر ۲۱۲۷             | ۱۵:۲۴:۱۷                          | جزئی | 71.9S 120.1W             | -1.0822 | 0.8458 |            |                         |      |
| ۱۲۷   | ۶۵  | ۱۶ سپتامبر ۲۱۴۵            | ۲۲:۵۷:۱۰                          | جزئی | 72.1S 112.8E             | -1.1406 | 0.7368 |            |                         |      |
| ۱۲۷   | ۶۶  | ۲۸ سپتامبر ۲۱۶۳            | ۶:۳۴:۳۴                           | جزئی | 72.1S 15.6W              | -1.1943 | 0.6377 |            |                         |      |
| ۱۲۷   | ۶۷  | ۸ اکتبر ۲۱۸۱               | ۱۴:۱۹:۳۶                          | جزئی | 71.9S 145.8W             | -1.2408 | 0.5529 |            |                         |      |
| ۱۲۷   | ۶۸  | ۱۹ اکتبر ۲۱۹۹              | ۲۲:۱۰:۲۶                          | جزئی | 71.4S 82.9E              | -1.2817 | 0.479  |            |                         |      |
| ۱۲۷   | ۶۹  | ۳۱ اکتبر ۲۲۱۷              | ۶:۰۸:۵۴                           | جزئی | 70.7S 49.8W              | -1.3157 | 0.4185 |            |                         |      |
| ۱۲۷   | ۷۰  | ۱۱ نوامبر ۲۲۳۵             | ۱۴:۱۳:۰۸                          | جزئی | 69.9S 176.6E             | -1.3444 | 0.3682 |            |                         |      |
| ۱۲۷   | ۷۱  | ۲۱ نوامبر ۲۲۵۳             | ۲۲:۲۴:۳۸                          | جزئی | 68.9S 41.9E              | -1.3666 | 0.3297 |            |                         |      |
| ۱۲۷   | ۷۲  | ۳ دسامبر ۲۲۷۱              | ۶:۴۰:۴۷                           | جزئی | 67.8S 93.4W              | -1.3843 | 0.2996 |            |                         |      |
| ۱۲۷   | ۷۳  | ۱۳ دسامبر ۲۲۸۹             | ۱۵:۰۱:۱۸                          | جزئی | 66.8S 130.8E             | -1.3979 | 0.2767 |            |                         |      |
| ۱۲۷   | ۷۴  | ۲۵ دسامبر ۲۳۰۷             | ۲۳:۲۴:۲۳                          | جزئی | 65.7S 5.1W               | -1.4089 | 0.2585 |            |                         |      |
| ۱۲۷   | ۷۵  | ۵ ژانویه ۲۳۲۶              | ۷:۴۹:۴۳                           | جزئی | 64.7S 141.2W             | -1.4177 | 0.244  |            |                         |      |
| ۱۲۷   | ۷۶  | ۱۶ ژانویه ۲۳۴۴             | ۱۶:۱۳:۴۱                          | جزئی | 63.8S 83.5E              | -1.427  | 0.2288 |            |                         |      |
| ۱۲۷   | ۷۷  | ۲۷ ژانویه ۲۳۶۲             | ۰:۳۶:۰۰                           | جزئی | 62.9S 51.1W              | -1.4368 | 0.2125 |            |                         |      |
| ۱۲۷   | ۷۸  | ۷ فوریه ۲۳۸۰               | ۸:۵۴:۰۱                           | جزئی | 62.2S 175.7E             | -1.4496 | 0.1909 |            |                         |      |
| ۱۲۷   | ۷۹  | ۱۷ فوریه ۲۳۹۸              | ۱۷:۰۸:۱۴                          | جزئی | 61.7S 43.5E              | -1.4648 | 0.165  |            |                         |      |
| ۱۲۷   | ۸۰  | ۲۹ فوریه ۲۴۱۶              | ۱:۱۳:۳۱                           | جزئی | 61.3S 86.2W              | -1.4865 | 0.1279 |            |                         |      |
| ۱۲۷   | ۸۱  | ۱۱ مارس ۲۴۳۴               | ۹:۱۲:۴۷                           | جزئی | 61.1S 145.6E             | -1.5121 | 0.0837 |            |                         |      |
| ۱۲۷   | ۸۲  | ۲۱ مارس ۲۴۵۲               | ۱۷:۰۱:۳۱                          | جزئی | 61.1S 20.1E              | -1.5455 | 0.0262 |            |                         |      |